# Velika Petrovagorska
Velika Petrovagorska est un village de la municipalité de Lobor (comitat de Krapina-Zagorje) en Croatie. Au recensement de 2011, le village comptait 237 habitants.